# Albert Friedrich Schröder

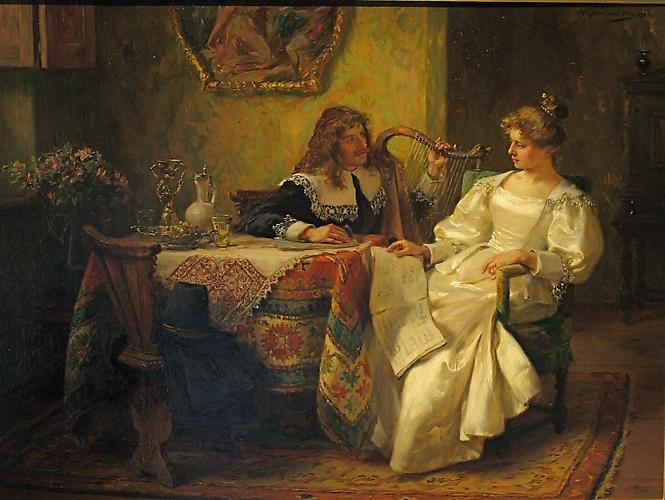
Die Musikstunde (1900)

Albert Friedrich Schröder (* 3. November 1854 in Dresden; † 3. April 1939 in München) war ein deutscher Genremaler.
Schröder studierte an der Kunstschule Weimar bei Charles Verlat (1824–1890) und ab 1876 bei Ferdinand Pauwels (1830–1904) an der Kunstakademie Dresden.
Nach dem Studium siedelte er 1883 nach München über, wo er als Maler tätig war. Er schuf hauptsächlich Genrebilder im Stile der niederländischen Malerei des 17. und 18. Jahrhunderts. Schröders Werke befinden sich u. a. in den Museen von Duisburg und Magdeburg.